# Fearless (Taylor's Version)
Fearless (Taylor's Version) é o primeiro álbum regravado da cantora estadunidense Taylor Swift, lançado em 9 de abril de 2021, através da Republic Records. É uma regravação do segundo álbum de estúdio de Swift, Fearless (2008), e o primeiro de uma série de seis álbuns regravados que Swift planejou lançar, após a disputa sobre a propriedade dos masters de seus seis primeiros álbuns de estúdio.
Composto por versões regravadas de todas as 19 faixas da Platinum Edition (2009) de Fearless, o single de Swift da trilha sonora de Valentine's Day (2010), "Today Was a Fairytale", e seis canções inéditas, denominadas "From The Vault", que foram impedidas de serem incluídas no álbum original, Fearless (Taylor's Version) contém 26 faixas, doze das quais foram escritas unicamente por Swift. Recriando o álbum musicalmente, as faixas regravadas foram produzidas por Swift e Christopher Rowe, usando a mesma banda da turnê que tocou os instrumentos no original, enquanto as faixas recém-adicionadas foram produzidas por Swift, Jack Antonoff e Aaron Dessner. Colbie Caillat retornou para participar de "Breathe", enquanto Maren Morris e Keith Urban contribuíram com vocais convidados nas faixas "You All Over Me" e "That's When", respectivamente.
O álbum foi precedido por três de suas canções, todas as quais alcançaram o top 10 da parada Hot Country Songs da Billboard: "Love Story (Taylor's Version)" liderou a parada, "You All Over Me" alcançou a 6.ª posição, seguida por "Mr. Perfectly Fine" que alcançou a 2ª posição. Fearless (Taylor's Version) foi aclamado pela crítica, com críticos elogiando a replicação precisa das composições originais, qualidade de produção mais nítida, sentimento nostálgico e os vocais fortes e maduros de Swift. Comercialmente, liderou as paradas na Argentina, Austrália, Canadá, Escócia, Irlanda, Nova Zelândia e Reino Unido, bem como nos Estados Unidos, onde se tornou o primeiro álbum regravado a alcançar o primeiro lugar na parada Billboard 200, passando duas semanas no topo, e se tornou o segundo álbum country mais vendido de 2021, atrás de seu sucessor Red (Taylor's Version).

## Antecedentes

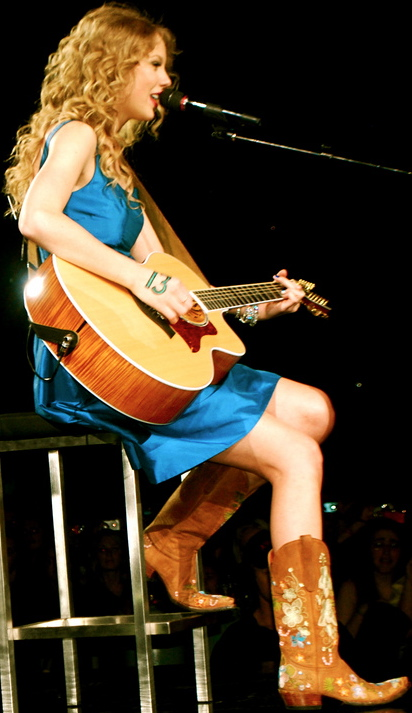
Swift na Fearless Tour em Boston em 2010

Taylor Swift lançou seu segundo álbum de estúdio, Fearless, em 11 de novembro de 2008, com sucesso comercial e de crítica. Foi distribuído pela gravadora norte-americana Big Machine Records. O disco country pop passou 11 semanas no topo da parada Billboard 200 dos EUA e se tornou o álbum mais vendido de 2009. Ele gerou cinco entradas no top 10 da Billboard Hot 100, incluindo os singles crossover "Love Story" e "You Belong with Me", e levou Swift para a proeminência mainstream. Álbum country mais premiado da história, Fearless ganhou quatro Grammy Awards na 52.ª cerimônia, incluindo Álbum do Ano, a primeira das quatro vitórias de Swift nessa categoria. O álbum recebeu certificado de Diamante pela Recording Industry Association of America e é creditado por abrir caminho para Swift se tornar uma das maiores artistas de sua geração.
Fearless foi um álbum cheio de magia e curiosidade, a felicidade e devastação da juventude. Foi o diário das aventuras e explorações [de] uma adolescente que estava aprendendo lições minúsculas, com cada nova fenda na fachada do final de conto de fadas que ela tinha visto nos filmes.— Swift refletindo sobre Fearless em 2021
Em 2018, após Swift gravar seis álbuns de estúdio pela Big Machine, seu contrato com a gravadora expirou. Ela assinou um novo contrato com a gravadora Republic Records, uma divisão da Universal Music Group. Em 2019, a Big Machine Records foi adquirida pelo empresário e gerente de talentos norte-americano Scooter Braun e sua empresa Ithaca Holdings. Como parte da aquisição, a propriedade dos masters dos seis primeiros álbuns de estúdio de Swift, incluindo Fearless, foram transferidos para Braun. Como Braun trabalhava com Kanye West, o inimigo de Swift às vezes, ela ficou arrasada com a notícia. O master é a primeira gravação de uma gravação de áudio, a partir da qual são feitas cópias para venda e distribuição; o dono do master, portanto, é dono de todas as cópias, sejam elas versões digitais para download ou em plataformas de streaming, ou versões físicas disponíveis em CDs e discos de vinil. Em agosto de 2019, Swift denunciou a compra e anunciou sua intenção de regravar seus seis primeiros álbuns de estúdio para possuir seus masters. Em novembro de 2020, Braun vendeu os masters para Shamrock Holdings, uma empresa norte-americana de capital privado de propriedade do espólio da Disney, sob os termos de aquisição que Braun e Ithaca Holdings continuarão a se beneficiar financeiramente dos álbuns.

## Composição
Swift regravou Fearless (Taylor's Version) a partir de novembro de 2020 e terminou em fevereiro de 2021. A edição padrão do álbum tem uma hora e 46 minutos de duração, consistindo em 26 canções, as últimas seis das quais são notadas como faixas "from the Vault". A edição deluxe contém uma faixa extra, "Love Story (Elvira remix)". O álbum conta com participações das cantoras norte-americanas Colbie Caillat e Maren Morris, e do cantor neozelandês Keith Urban, em "Breathe", You All Over Me" e "That's When", respectivamente. 12 das faixas de Fearless (Taylor's Version) foram compostas exclusivamente por Swift; os créditos restantes inclui Liz Rose, Hillary Lindsey, Scooter Carusoe, John Rich, the Warren Brothers e Tommy Lee James como co-escritores. Cary Barlowe e Nathan Barlowe, membros da banda norte-americana Luna Halo, também são creditados como compositores em "Untouchable", que é um cover da canção da banda. O álbum foi produzido por Swift, Christopher Rowe, Jack Antonoff e Aaron Dessner, os dois primeiros dos quais produziram a maioria, enquanto os dois últimos, que co-produziram os álbuns de 2020 de Swift, Folklore e Evermore, estavam envolvidos apenas com as faixas do "vault".
Swift disse à People que ela não alterou significativamente o conteúdo lírico, melodias vocais e arranjos instrumentais da gravação de 2008. No entanto, as texturas sonoras foram alteradas na regravação. Ela acrescentou que estudou Fearless completamente para replicar as inflexões country de seus primeiros vocais. Swift recrutou membros de sua antiga banda de turnê, que tocou os instrumentos na gravação de 2008, para fazer o mesmo em Fearless (Taylor's Version).
"Em termos de produção, eu realmente queria me manter fiel as melodias que originalmente eu criei para essas canções. Tentamos fazer o mesmo só que melhor. Mas se algo precisasse melhorar tecnicamente falando, nós mudávamos. [...] Eu analisei frase por frase e escutei cada vocal e pensei, quais são minhas inflexões aqui. Se tivesse como melhorar, eu melhorei. Eu realmente quis que fosse fiel ao oque eu pensei e escrevi originalmente; mas melhor, claro."
— Swift sobre a regravação do álbum

### Conteúdo e estrutura musical
Em comparação com a versão de 2008, não há alterações líricas no álbum regravado, exceto algumas pequenas mudanças gramaticais. As letras exploram o início da adolescência de Swift, romance adolescente, paixões e desgostos, incluindo temas de empoderamento e amor familiar. A chuva é um motivo recorrente encontrado no lirismo do álbum. Replicando o anterior também sonoramente, Fearless (Taylor's Version) é um disco country e country pop com tendências de pop rock, fazendo uso das tonalidades originais, andamentos (exceto "The Best Day" que é um pouco mais rápida), estilos vocais, como como o sotaque, vibrato e grão, e instrumentos tradicionais como guitarra, bateria, banjo, violino e cordas. No entanto, os críticos do The New York Times escreveram que sua voz cantando é mais forte, mais controlada e mais profunda no álbum regravado, descartando o tom nasal de seus primeiros vocais. A crítica da Clash, Lucy Harbron, opinou que os vocais de Swift evoluíram "em sua própria mistura única de country, pop e indie".
Apesar da intenção de Swift de replicar o som original, Fearless (Taylor's Version) contém "pequenas diferenças audíveis" na produção e nos vocais, de acordo com Paula Clare Harper, professora assistente de musicologia na Glenn Korff School of Music da Universidade de Nebraska-Lincoln. De acordo com a análise digital de Harper do álbum, Swift apresenta "aspectos característicos" da música country em muitas de suas faixas, mas em uma entrega vocal "soprosa, mais impulsionada pelo peito", um estilo de canto visto em seus álbuns posteriores a Fearless, de 2008.

### Canções "From the Vault"
As faixas 21 a 26 são marcadas como "From the Vault", que são canções que não entraram na edição final de Fearless (2008). "You All Over Me" é uma canção country pop acústica com violinos, guitarras, gaita, bateria, percussões silenciosas e os backing vocals de Morris. Liricamente, a faixa detalha não conseguir superar um ex-amante, enquanto tenta encontrar aceitação e paz. Impulsionada por guitarras e baterias enérgicas, "Mr. Perfectly Fine" é uma canção country pop e pop rock com elementos de rock e rock and roll. Suas letras mostram Swift navegando pelos sentimentos tumultuosos que se seguiram após o término, usando um jogo de palavras espirituoso. A canção contém a linha "Mr. casually cruel", que foi associada à canção de Swift de 2012, "All Too Well".
A lenta "We Were Happy" é sobre relembrar os pontos mais altos de um relacionamento descarrilado. Seus instrumentais minimalistas incorporam cordas, um riff de guitarra retumbante e harmonias exuberantes. "That's When" é um dueto com Urban, marcando a segunda colaboração de Swift com ele, após "Highway Don't Care" (2012). A canção é sobre o reencontro de dois amantes do passado. É uma melodia country pop com vocais eufóricos em camadas, harmonias vertiginosas e produção no estilo de 1989. Em "Don't You", a narradora se depara com um ex-amante e anseia por seu relacionamento anterior. Sua produção incorpora teclados, guitarras elétricas e bateria em camadas. "Bye Bye Baby", originalmente intitulada "One Thing", era uma faixa inédita que já existia na internet há muito tempo. Swift regravou a canção para Fearless (Taylor's Version) e mudou seu título. A canção encerra o álbum com uma noção de "Tchau, tchau, para tudo que pensei que estava do meu lado", uma possível referência à disputa dos masters de Swift.

## Lançamento e promoção

A regravação foi promovida com o apelido adicional de "Taylor's Version".

Swift anunciou Fearless (Taylor's Version) e o primeiro single "Love Story (Taylor's Version)" em 11 de fevereiro de 2021. Fearless (Taylor's Version) contém 26 canções, consistindo em todas as faixas de Fearless: Platinum Edition (2009), "Today Was a Fairytale"—o single de 2010 para a trilha sonora de Valentine's Day (2010), e seis novas faixas bônus "from the vault" que não foram incluídas no álbum de 2008. O álbum foi um dos lançamentos mais esperados de 2021. "Love Story (Taylor's Version)" liderou a parada Hot Country Songs da Billboard, dando a Swift seu oitavo single número um e a primeira estreia número um na parada. Foi seu primeiro número um na parada desde "We Are Never Ever Getting Back Together" (2012), e fez dela a segunda artista na história a alcançar o topo da parada com a versão original e a regravada da mesma canção, depois de Dolly Parton com "I Will Always Love You".
Uma das faixas do vault, "You All Over Me" com Maren Morris, foi lançada como single promocional em 25 de março de 2021. O segundo single, outra faixa do vault—"Mr. Perfectly Fine"—foi lançada de surpresa em 7 de abril de 2021, ao lado de seu lyric video. "You All Over Me" alcançou a 6.ª posição na parada Hot Country Songs, enquanto "Mr. Perfectly Fine" alcançou a 2.ª posição.
Em 2 de abril de 2021, Swift divulgou os títulos das faixas do vault por meio de um clipe animado contendo anagramas embaralhados. No dia seguinte, depois que os fãs decodificaram os títulos, ela revelou a lista completa de faixas do álbum, que incluía uma colaboração com o cantor neozelandês Keith Urban na faixa vault "That's When". Urban confirmou o envolvimento do colaborador de longa data de Swift, Jack Antonoff, na produção das faixas do vault, twittando no mesmo dia que "Jack Antonoff e Aaron Dessner perguntaram se eu entraria na banda deles e eu disse que sim!". Posteriormente, Swift twittou "Eu fui ato de abertura [de Urban] durante a era do álbum Fearless e sua música me inspirou infinitamente... Estou contando os minutos até que possamos todos entrar neste admirável mundo juntos, cheio de partes iguais de nostalgia e novidades". A cantora e compositora norte-americana Colbie Caillat, que participou de "Breathe" de 2008, regravou seus vocais para o álbum.
Swift divulgou trechos de seis faixas do álbum antes do lançamento. Ela divulgou "Breathe (Taylor's Version)" no Tumblr, "Hey Stephen (Taylor's Version)" no Twitter, bem como "Fearless (Taylor's Version)" no Good Morning America e "Fifteen (Taylor's Version)" no Snapchat. Ela também recrutou Olivia Rodrigo e Conan Gray para compartilhar trechos de "You Belong with Me (Taylor's Version)" e "White Horse (Taylor's Version)" no TikTok e Instagram. Escrevendo que "é difícil imaginar qualquer outra estrela envolvida em um ato de retribuição comercial ao mesmo tempo em que parece tão alegre e participativo para seus fãs", o The New York Times opinou que o lançamento promocional de Swift levando ao álbum, incorporando teasers e easter eggs, é uma "experiência comunitária e comemorativa".
Fearless (Taylor's Version) foi lançado em 9 de abril de 2021. As cópias físicas da edição padrão foram disponibilizadas para pré-venda no site de Swift, e CDs com pôsteres colecionáveis disponíveis para pré-venda exclusivamente na Target. Os disco de vinil vieram em duas edições, uma na cor dourada e a outra na cor vermelha; a primeira disponível no site da Swift e a outra na Target. Swift apareceu no The Late Show with Stephen Colbert em 13 de abril de 2021. Swift lançou cinco capítulos de compilação, Fearless (Taylor's Version): The Halfway Out the Door Chapter, Fearless (Taylor's Version): The Kissing in the Rain Chapter, Fearless (Taylor's Version): The I Remember What You Said Last Night Chapter, Fearless (Taylor's Version): The From the Vault Chapter e The More Fearless (Taylor's Version) Chapter em 13 de maio, 19 de maio, 24 de maio, 26 de maio de 2021 e 17 de março de 2023, respectivamente. Em 20 de setembro de 2021, os CDs de edição limitada do álbum, autografados por Swift, foram disponibilizados com exclusividade em sua loja virtual por apenas 72 horas.

## Crítica profissional
Fearless (Taylor's Version) foi aclamado pelos críticos de música, a maioria dos quais considerou as letras pessoais do álbum altamente eficientes até o momento. No Metacritic, que atribui uma pontuação normalizada de 100 para avaliações de publicações, o álbum recebeu uma média ponderada de 82 com base em 17 críticas, indicando "aclamação universal".
Neil McCormick, do The Daily Telegraph, descreveu Fearless (Taylor's Version) como "um álbum excepcionalmente bom de canções country pop" que detalham as "fixações românticas" de Swift quando ela estava entrando na vida adulta. Ele observou que seus vocais têm um tom e timbre mais "cheios", mas ainda mantêm o "suave sotaque country" característico de quando ela tinha 18 anos. Sarah Carson, em sua análise para o i, descreveu Fearless como "profético" e "atemporal", abordando temas universais de "desilusões amorosas, sonhos, frustrações e primeiros beijos". Ela elogiou especialmente as faixas "from the Vault" por mostrarem a maturidade de Swift. Alexandra Pollard, do The Independent, elogiou a nostalgia presente no álbum, sua fidelidade a gravação de 2008 e a adição de faixas do cofre que são "estranhamente reconfortantes". Saloni Gajjar, do The A.V. Club, destacou os vocais maduros de Swift e seu "agudo senso de musicalidade e instrumentação" em Fearless (Taylor's Version), descrevendo-o como um "upgrade melodioso para um álbum já notável".
Will Hodgkinson, do The Times, elogiou Fearless (Taylor's Version) como uma "aula magistral de composição clássica de Nashville", um álbum "doce, nostálgico" e "saudável" que retrata o amadurecimento de Swift. Alexis Petridis, do The Guardian, descreveu o álbum como uma "lembrança saudosista da adolescência feminina", com uma abordagem brilhante da compreensível tendência adolescente de mitificar o passado recente e tratá-lo como história antiga. Hannah Mylrea, da NME, afirmou que o álbum "celebra e mantém a fidelidade à era Fearless de Swift", apresentando uma produção mais envolvente e nítida. Jonathan Bernstein, da Rolling Stone, apreciou os vocais "mais ricos e profundos" de Swift, que, segundo ele, capturam suas características vocais country anteriores. Ele também mencionou que os vocais refletem as texturas polidas e paisagens sonoras de Nashville presentes no álbum original, agora posicionados de forma mais sutil na mixagem. Bobby Olivier, da Spin, descreveu o álbum como uma "emocionante viagem no tempo" e uma "revisitação cativante", enfatizando a mesma dedicação presente em todos os projetos de Swift. Ele elogiou a "meticulosa replicação" da produção do álbum.
O crítico Chris Willman, da Variety, também elogiou a recriação do álbum por parte de Swift, assim como sua experimentação sonora nas faixas do cofre, afirmando: "O que dizem sobre os atores 'desaparecerem no papel'? Isso realmente se aplica a Taylor Swift, interpretando a si mesma". Lucy Harbron, escritora da Clash, elogiou o som fresco do álbum e os vocais fortes e relaxados de Swift. Ela observou que a substância original do álbum foi preservada, "para não arrancar essas canções do lugar que ocupam na vida das pessoas", enquanto aprimora a textura, resultando em uma "mágica agridoce que faz com que milhões se sintam nostálgicos". Ross Horton, escrevendo para The Line of Best Fit, descreveu Fearless (Taylor's Version) como "um tesouro de riquezas" que deu "nova vida a uma parte vital de seu trabalho inicial", reintroduzindo-o a uma nova geração de fãs. Kelsey Barnes, do Gigwise, afirmou que "ninguém escreveu canções sobre a adolescência melhor do que Taylor Swift" e que o álbum oferece aos ouvintes a oportunidade de revisitar suas experiências "exageradas" e "melodramáticas" da adolescência. Barnes destacou as faixas "Change" e "We Were Happy" como pontos altos. Em uma crítica mista, Mikael Wood, do Los Angeles Times, sentiu que as faixas do cofre careciam "da especificidade característica que define o melhor trabalho de Swift" e minimizou a regravação como um "capitalismo nu e cru". Críticos do The New York Times destacaram o álbum como uma luta pelos direitos dos artistas e pela ética na indústria.

## Lista de faixas
Todas as faixas são listadas como "Taylor's Version"; as faixas de 21-26 são adicionalmente listadas como "From The Vault".
| Fearless (Taylor's Version) – Edição padrão |                                               |                                                   |                        |         |  |
| N.º                                         | Título                                        | Compositor(es)                                    | Produtor(es)           | Duração |  |
| 1.                                          | "Fearless"                                    | Taylor Swift Liz Rose Hillary Lindsey             | Swift Christopher Rowe | 4:01    |  |
| 2.                                          | "Fifteen"                                     | Swift                                             | Swift Rowe             | 4:54    |  |
| 3.                                          | "Love Story"                                  | Swift                                             | Swift Rowe             | 3:55    |  |
| 4.                                          | "Hey Stephen"                                 | Swift                                             | Swift Rowe             | 4:14    |  |
| 5.                                          | "White Horse"                                 | Swift Rose                                        | Swift Rowe             | 3:54    |  |
| 6.                                          | "You Belong with Me"                          | Swift Rose                                        | Swift Rowe             | 3:51    |  |
| 7.                                          | "Breathe" (com part. de Colbie Caillat)       | Swift Caillat                                     | Swift Rowe             | 4:23    |  |
| 8.                                          | "Tell Me Why"                                 | Swift Rose                                        | Swift Rowe             | 3:20    |  |
| 9.                                          | "You're Not Sorry"                            | Swift                                             | Swift Rowe             | 4:21    |  |
| 10.                                         | "The Way I Loved You"                         | Swift John Rich                                   | Swift Rowe             | 4:03    |  |
| 11.                                         | "Forever & Always"                            | Swift                                             | Swift Rowe             | 3:45    |  |
| 12.                                         | "The Best Day"                                | Swift                                             | Swift Rowe             | 4:05    |  |
| 13.                                         | "Change"                                      | Swift                                             | Swift Rowe             | 4:39    |  |
| 14.                                         | "Jump Then Fall"                              | Swift                                             | Swift Rowe             | 3:57    |  |
| 15.                                         | "Untouchable"                                 | Swift Cary Barlowe Nathan Barlowe Tommy Lee James | Swift Rowe             | 5:12    |  |
| 16.                                         | "Forever & Always" (versão piano)             | Swift                                             | Swift Rowe             | 4:27    |  |
| 17.                                         | "Come in with the Rain"                       | Swift Rose                                        | Swift Rowe             | 3:57    |  |
| 18.                                         | "Superstar"                                   | Swift Rose                                        | Swift Rowe             | 4:23    |  |
| 19.                                         | "The Other Side of the Door"                  | Swift                                             | Swift Rowe             | 3:58    |  |
| 20.                                         | "Today Was a Fairytale"                       | Swift                                             | Swift Rowe             | 4:01    |  |
| 21.                                         | "You All Over Me" (com part. de Maren Morris) | Swift Scooter Carusoe                             | Swift Aaron Dessner    | 3:40    |  |
| 22.                                         | "Mr. Perfectly Fine"                          | Swift                                             | Swift Jack Antonoff    | 4:37    |  |
| 23.                                         | "We Were Happy"                               | Swift Rose                                        | Swift Dessner          | 4:04    |  |
| 24.                                         | "That's When" (com part. de Keith Urban)      | Swift Brad Warren Brett Warren                    | Swift Antonoff         | 3:09    |  |
| 25.                                         | "Don't You"                                   | Swift James                                       | Swift Antonoff         | 3:28    |  |
| 26.                                         | "Bye Bye Baby"                                | Swift Rose                                        | Swift Antonoff         | 4:02    |  |
| Duração total:                              | Duração total:                                | Duração total:                                    | Duração total:         | 106:20  |  |

| Fearless (Taylor's Version) – Edição deluxe |                             |                |                                    |         |  |
| N.º                                         | Título                      | Compositor(es) | Produtor(es)                       | Duração |  |
| 27.                                         | "Love Story" (Elvira remix) | Swift          | Swift Rowe Elvira Anderfjärd [ a ] | 3:53    |  |
| Duração total:                              | Duração total:              | Duração total: | Duração total:                     | 110:13  |  |

### Compilações
| Fearless (Taylor's Version): The Halfway Out the Door Chapter |                                         |                |                |         |  |
| N.º                                                           | Título                                  | Compositor(es) | Produtor(es)   | Duração |  |
| 1.                                                            | "Mr. Perfecly Fine"                     | Swift          | Swift Antonoff | 4:37    |  |
| 2.                                                            | "Forever & Always"                      | Swift          | Swift Rowe     | 3:45    |  |
| 3.                                                            | "White Horse"                           | Swift Rose     | Swift Rowe     | 3:54    |  |
| 4.                                                            | "You're Not Sorry"                      | Swift          | Swift Rowe     | 4:21    |  |
| 5.                                                            | "Breathe" (com part. de Colbie Caillat) | Swift Caillat  | Swift Rowe     | 4:23    |  |
| 6.                                                            | "The Other Side of the Door"            | Swift          | Swift Rowe     | 3:58    |  |
| Duração total:                                                | Duração total:                          | Duração total: | Duração total: | 24:58   |  |

| Fearless (Taylor's Version): The Kissing in the Rain Chapter |                         |                |                |         |  |
| N.º                                                          | Título                  | Compositor(es) | Produtor(es)   | Duração |  |
| 1.                                                           | "The Way I Loved You"   | Swift Rich     | Swift Rowe     | 4:03    |  |
| 2.                                                           | "Hey Stephen"           | Swift          | Swift Rowe     | 4:14    |  |
| 3.                                                           | "Today Was a Fairytale" | Swift          | Swift Rowe     | 4:01    |  |
| 4.                                                           | "Fifteen"               | Swift          | Swift Rowe     | 4:54    |  |
| 5.                                                           | "Superstar"             | Swift Rose     | Swift Rowe     | 4:23    |  |
| 6.                                                           | "Come In with the Rain" | Swift Rose     | Swift Rowe     | 3:57    |  |
| Duração total:                                               | Duração total:          | Duração total: | Duração total: | 25:32   |  |

| Fearless (Taylor's Version): The I Remember What You Said Last Night Chapter |                      |                    |                |         |  |
| N.º                                                                          | Título               | Compositor(es)     | Produtor(es)   | Duração |  |
| 1.                                                                           | "You Belong with Me" | Swift Rose         | Swift Rowe     | 3:51    |  |
| 2.                                                                           | "Tell Me Why"        | Swift Rose         | Swift Rowe     | 3:20    |  |
| 3.                                                                           | "Fearless"           | Swift Rose Lindsey | Swift Rowe     | 4:01    |  |
| 4.                                                                           | "Love Story"         | Swift              | Swift Rowe     | 3:55    |  |
| 5.                                                                           | "Forever & Always"   | Swift              | Swift Rowe     | 3:45    |  |
| 6.                                                                           | "Change"             | Swift              | Swift Rowe     | 4:39    |  |
| Duração total:                                                               | Duração total:       | Duração total:     | Duração total: | 23:31   |  |

| Fearless (Taylor's Version): The From The Vault Chapter |                                               |                                |                |         |  |
| N.º                                                     | Título                                        | Compositor(es)                 | Produtor(es)   | Duração |  |
| 1.                                                      | "You All Over Me" (com part. de Maren Morris) | Swift Carusoe                  | Swift Dessner  | 3:40    |  |
| 2.                                                      | "Mr. Perfectly Fine"                          | Swift                          | Swift Antonoff | 4:37    |  |
| 3.                                                      | "That's When" (com part. de Keith Urban)      | Swift Brad Warren Brett Warren | Swift Antonoff | 3:09    |  |
| 4.                                                      | "We Were Happy"                               | Swift Rose                     | Swift Dessner  | 4:04    |  |
| 5.                                                      | "Don't You"                                   | Swift James                    | Swift Antonoff | 3:28    |  |
| 6.                                                      | "Bye Bye Baby"                                | Swift Rose                     | Swift Antonoff | 4:02    |  |
| Duração total:                                          | Duração total:                                | Duração total:                 | Duração total: | 23:00   |  |

| The More Fearless (Taylor’s Version) Chapter |                       |                      |                |         |  |
| N.º                                          | Título                | Compositor(es)       | Produtor(es)   | Duração |  |
| 1.                                           | "Fearless"            | Swift Rose Lindsey   | Swift Rowe     | 4:01    |  |
| 2.                                           | "Love Story"          | Swift                | Swift Rowe     | 3:55    |  |
| 3.                                           | "White Horse"         | Swift Rose           | Swift Rowe     | 3:54    |  |
| 4.                                           | "You Belong with Me"  | Swift Rose           | Swift Rowe     | 3:51    |  |
| 5.                                           | "If This Was a Movie" | Swift Martin Johnson | Swift Rowe     | 3:57    |  |
| Duração total:                               | Duração total:        | Duração total:       | Duração total: | 19:38   |  |

## Créditos
Créditos adaptados do serviço Tidal.

### Músicos
- Taylor Swift – vocais principais, composição, produção (todas as faixas); vocais de apoio (11, 14–16)
- Mike Meadows – violão acústico de doze cordas (1), guitarra acústica (1–3, 5–8, 10–15, 17–19), vocais de apoio (1, 3–5, 9–11, 17–19), Hammond B3 (1, 4), mandolin (1–3, 6–8, 15, 18–20), banjo (3, 6, 8, 10, 14, 17, 19, 20), estalar de dedos (4), piano (7, 10), guitarra elétrica (9, 10), sintetizador (13, 16), programação de sintetizador (13, 16), dobro (19)
- Caitlin Evanson – vocais de apoio (1–4, 6, 8, 13)
- Paul Sidoti – vocais de apoio (1, 3, 8, 11), guitarra elétrica (1–3, 6, 8, 10, 11, 13, 14, 17–20), piano (5, 9, 10, 16), guitarra acústica (7)
- Amos Heller – baixo (1–15, 17–20)
- Matt Billingslea – bateria (1–15, 17–20), estalar de dedos (4), programação de bateria (6, 11, 14), percussão eletrônica (19, 20)
- Max Berstein – guitarra elétrica (1–3, 7, 9–11, 13, 14, 18, 19), vibrafone (4), steel guitar (6, 8, 17), sintetizador (15, 16, 18, 20), programação de sintetizador (15, 16, 20), banjo (20), glockenspiel (20)
- Jonathan Yudkin – fiddle (1, 3, 4, 6, 8, 11, 14), violoncelo (2), instrumento de cordas (5, 7, 9, 10, 16, 17)
- Christopher Rowe – produção (1–20), vocais de apoio (2, 8, 10, 17, 20)
- Liz Rose – composição (1, 5, 6, 8, 17, 18, 23, 26)
- Hillary Lindsey – composição (1)
- Dan Burns – programação de bateria (6, 11, 14), programação de sintetizador (13, 15, 16, 20), percussão eletrônica (19, 20)
- Colbie Caillat – vocais, composição (7)
- Brian Pruitt – programação de bateria (8)
- John Rich – composição (10)
- Cary Barlowe – composição (15)
- Nathan Barlowe – composição (15)
- Tommy Lee James – composição (15, 25)
- Aaron Dessner – produção, guitarra acústica, baixo, programação de bateria, guitarra elétrica, teclado, percussão, sintetizador  (21, 23); piano (21)
- Eric Slick – bateria (21, 23)
- Josh Kaufman – guitarra elétrica, harmônica (21); guitarra acústica guitarra havaiana (23)
- Maren Morris – vocals (21)
- Scooter Carusoe – composição (21)
- Jack Antonoff – produção (22, 24–26), guitarra acústica (22, 24), vocais de apoio (22, 25), baixo (22, 24, 26), guitarra elétrica (22, 24–26), percussão (22, 24, 26), teclado (22, 25), programação (22, 25, 26), sintetizador (22), bateria (24, 25), programação de sintetizador (25), piano (26)
- Sean Hutchinson – bateria (22, 24, 26)
- Mikey Freedom Hart – guitarra elétrica (22, 24–26), pedal steel (22, 24), violão acústico de doze cordas (22), baixo (24, 25), celesta (24), bateria (24), Hammond B3 (24), teclado (24, 25), piano (24, 26), percussão (25, 26), Rhodes (25), órgão Wurlitzer (26)
- Michael Riddleberger – percussão (22, 24, 26)
- Evan Smith – saxophone (22, 24, 26), flauta (24–26); percussão, instrumento de cordas, programação de sintetizador (25)
- Keith Urban – vocais de apoio, guitarra elétrica (23); violão acústico de doze cordas, vocais (24)
- Clarice Jensen – violoncelo (23)
- Brad Warren – composição (24)
- Brett Warren – composição(24)
- Bobby Hawk – violino (25, 26)

### Técnicos
- Randy Merrill – engenheiro de masterização
- Serban Ghenea – mixagem (1–20, 22, 24–26)
- Jonathan Low – mixer, engenheiro (21, 23)
- John Hanes – engenheiro (1–20, 22, 24–26)
- Aaron Dessner – engenheiro, engenheiro de gravação (21, 23)
- Bella Blasko – engenheiro, engenheiro de gravação (21, 23)
- David Payne – engenheiro de gravação (1–20)
- Christopher Rowe – engenheiro de gravação (2, 3), engenheiro vocal (1, 6–26)
- Jack Antonoff – engenheiro de gravação (22, 24–26)
- Laura Sisk – engenheiro de gravação (22, 24–26)
- Jon Gautier – engenheiro de gravação (25, 26)
- Mike Williams – engenheiro de gravação (25, 26)
- Sam Holland – engenheiro vocal (3–5)
- Greg Kurstin – engenheiro vocal (21)
- Julian Burg – engenheiro vocal (21)
- Nick Rowse – engenheiro vocal (23, 24)
- Derek Garten – engenheiro adicional (1, 4–20)
- Lowell Reynolds – engenheiro adicional, assistente de engenheiro de gravação (1, 4–20)
- Sean Badum – assistente de engenheiro de gravação (3)
- John Rooney – assistente de engenheiro de gravação (24–26)
- Jon Sher – assistente de engenheiro de gravação (24–26)

## Históricos de lançamento
| Região    | Data                 | Formato(s)                 | Versão   | Gravadora             | Ref.          |
| --------- | -------------------- | -------------------------- | -------- | --------------------- | ------------- |
| Mundo     | 9 de abril de 2021   | Streaming download digital | Padrão   | Republic              | [ 69 ] [ 70 ] |
| Mundo     | 9 de abril de 2021   | CD                         | Deluxe   | Republic              | [ 63 ]        |
| Austrália | 9 de abril de 2021   | CD                         | Deluxe   | Republic              | [ 71 ]        |
| Japão     | 30 de abril de 2021  | CD                         | Limitada | Universal Music Japan | [ 72 ] [ 73 ] |
| Mundo     | 4 de junho de 2021   | K7                         | Deluxe   | Republic              | [ 74 ]        |
| Mundo     | 27 de agosto de 2021 | LP                         | Deluxe   | Republic              | [ 75 ]        |